# Keenen Ivory Wayans
Keenen Ivory Wayans (New York, 8 juni 1958) is een Amerikaans acteur, komiek, filmregisseur en schrijver. Hij studeerde enkele jaren, maar stopte met studeren om carrière als komiek te maken. 
Hij komt uit een gezin van tien kinderen, van wie er nog vier bekend zijn geworden: Shawn, Marlon, Damon en Kim. Wayans was de bedenker, schrijver en producent van het sketchprogramma In Living Color.
Hij werkt ook vaak met zijn broers Shawn en Marlon, die in hitfilms als Scary Movie, White Chicks en Little Man speelden.